# شمس الدين أحمد
الملا محمد شمس الدين أحمد ( (بالبنغالية: মোললা সামেজ উদ্দিন আহমেদ)‏، ولد في الهند البريطانية 1913 - توفى 1968 في شرق باكستان ) كان قاضي شرعي بمنطقة ناتور، راجشاهي في الإمبراطورية الهندية السابقة (ثم باكستان الشرقية، وأخيراً بنجلاديش الحالية).

## فهرس
- Qureshi، Dr. Ishtiaq Husain (1942). The Administration of the Sultanate of Delhi. Pakistan Historical Society. ص. 313.